# Ennea Hodoi
Ennea Hodoi (auch Enneahodoi, griechisch feminin Ἐννέα ὁδοί = Neun Wege) ist eine antike griechische Siedlung und Gegend in Thrakien, wo 437 v. Chr. von den Athenern Amphipolis gegründet wurde.
Die Bewohner von Ennea Hodoi kontrollierten das Tal des Strymon an einer strategisch wichtigen Stelle. Hier verlief die Verbindungsstraße von Thrakien nach Makedonien, die spätere römische Via Egnatia, die 4½ km vor der Flussmündung auf einer Brücke den Fluss überquerte. In der  Umgebung gab es den für den Schiffsbau nötigen Waldbestand, im nahegelegenen Gebirgszug Pangaion gab es umfangreiche Gold- und Silberminen.
In Ennea Hodoi überquerte Xerxes I.  480 v. Chr. auf seinem Feldzug gegen Athen und Sparta den Strymon und brachte dabei dem Fluss und dem Ort ein Opfer dar.